# At War with the Mystics
At War with the Mystics és l'onzè àlbum d'estudi de la banda de rock nord-americana The Flaming Lips, publicat el 3 d'abril de 2006 per la Warner Bros. Records. L'àlbum fa un gir amb les seves anteriors publicacions cap a un so influenciat per la guitarra i compta amb lletres de temàtica política. At War with the Mystics va guanyar el 2006 un premi Grammy a la millor interpretació instrumental de rock i al millor àlbum d'enginyeria, no clàssic, i també va ser nominat al millor àlbum alternatiu.
L'àlbum va arribar al número 6 del UK Album Charts del Regne Unit, i al número 11 dels Billboard 200 dels Estats Units. Es van publicar tres senzills del disc; The W.A.N.D. (The Will Always Negates Defeat) que va arribar al número 41 dels UK Singles Charts, The Yeah Yeah Yeah Song (With All Your Power) que va arribar al número 16 dels UK Singles Charts, i It Overtakes Me.

## Crítiques musicals
El portal web Allmusic a través del seu crític Heather Phares qualifica l'album com un dels més psicodèlics de la banda, amb una influèncai calra de grups com Pink Floyd.Tot i comptar amb un recull de bones cançons considera que no arriba al bon nivell dels seus discs més reconeguts; "Yoshimi Battles the Pink Robots", o "Soft Bulletin". La puntuació atorgada és de 3.5 estrelles sobre 5.
Christian Hoard de la revista Rolling Stones va trobar el treball dels Flaming Lips massa cassolà, amb "cançons més difuses que eviten la glòria de la ciència-ficció per una sèrie de rareses sense concepte". Descata però "The W.A.N.D." i "Free Radicals" per la seva força i les seves melodies brillants. Sobre "The Yeah yeah yeah song" considera que sona com Neil Young dins d'un cohet de la NASA, i destaca que l'àlbum podría ser una de les millors gravacions de l'any per escolatr en auriculars. La seva puntuació va ser de tres estrelles sobre cinc.
Pat Long, del portal web NME (New Musical Express) va qualificar l'àlbum d'estranyament conflictiu: des del pop estrany i humanista de "The Yeah Yeah Yeah Song" fins als cops de música disco de 'Free Radicals' al pop liofilitzat de la resta de cançons, i el va definir com una mescla de The Neptunes, el compositor Wagner i el cançoner de Pink Floyd. Tot i així, trobava que la banda continuava sent d'allò més divertida.
A la web Alohacriticón, el crític Antonio Méndez va trobar l'àlbum dispers però de gran riquesa heterodoxa, amb una clara influència del Pink Floyd de finals dels any 60 y dels 70, més un to experimental de Frank Zappa, l'art rock dels Genesis de Peter Gabriel, el funk de Prince, les melodies de Todd Rundgren o el soft-rock de Steely Dan. I el va definir com un collage post-modern amb moments massa pretensiosos i d'altres amb cert interès dins de les creatives pautes en l'escriptura de The Flaming Lips.

## Els senzills

### The W.A.N.D.(The Will Always Negates Defeat)
La lletra de la cançó parla d'uns rockers psicodèlics experimentals que lluiten contra el mal amb una vareta màgica. Segons va explicar Wayne Coyne en un comunicat de premsa "La idea d'una vareta màgica i poders màgics se'm va ocórrer mentre observava un home sense sostre a Oklahoma City, crec que era vietnamita, tenia una barba i un bigoti màgics d'aspecte fresc i portava un pal llarg que feia servir com una mena d'arma de canya. I un dia el vaig veure lluitant contra un enemic imaginari". Arrel d'aquesta escena " vam aprofundir en una mena de mentalitat de protesta radical. Cantem: "Tenim el poder ara, mare, aquí és on pertany", però crec que és un poder còsmic, que no és realment un poder. A la cançó, juguem contra els éssers malvats avariciosos i corruptes que controlen i intenten esclavitzar-nos. Però la nostra rebel·lió és simplement lluitar contra nosaltres, no tenim solucions".
La cançó posseeix un poderós riff hard-rock, efectes psicodèlics i tempos funk, armonies vocals lisèrgiques que encaixen amb els comentaris socioplítics de la lletra.

### The Yeah Yeah Yeah Song (With All Your Power)
Aquesta cançó és una denúncia contra les persones poderoses que gràcies al seu status maltracten a d'altres. En una de les estrofes de la lletra es pregunta "tu què faries", en referència al esmentat ús del poder en mans de la persona equivocada, especificat en els fanatismes religiosos.
La cançó va ser utilitzada en un anunci publicitari de les amanides Kraft, un d'Intel i un altre d'una empresa d'energia eòlica d'Oklahoma. També surt a les pel·lícules I Love You, Man (2009) i The Brothers Solomon (2007).

### It Overtakes Me
Cançó d'estructura senzilla i de ritme disco-funk.

## Llista de cançons
Totes les cançons foren escrites i compostes per The Flaming Lips. 
| Núm.          | Títol | Durada |
| ------------- | --- | ------ |
| 1.            | «The Yeah Yeah Yeah Song (With All Your Power)»                                                                       | 4:51   |
| 2.            | «Free Radicals (A Hallucination of the Christmas Skeleton Pleading with a Suicide Bomber)»                            | 3:39   |
| 3.            | «The Sound of Failure / It's Dark... Is It Always This Dark??»                                                        | 7:18   |
| 4.            | «My Cosmic Autumn Rebellion (The Inner Life as Blazing Shield of Defiance and Optimism as Celestial Spear of Action)» | 4:48   |
| 5.            | «Vein of Stars» | 4:15   |
| 6.            | «The Wizard Turns On... The Giant Silver Flashlight And Puts On His Werewolf Moccasins»                               | 3:41   |
| 7.            | «It Overtakes Me» | 6:50   |
| 8.            | «Mr. Ambulance Driver»                                                                                                | 4:21   |
| 9.            | «Haven't Got a Clue»                                                                                                  | 3:23   |
| 10.           | «The W.A.N.D. (The Will Always Negates Defeat)»                                                                       | 3:44   |
| 11.           | «Pompeii am Götterdämmerung»                                                                                          | 4:22   |
| 12.           | «Goin' On» | 3:39   |
| Durada total: | Durada total: | 54:53  |

## Músics
The Flaming Lips
- Wayne Coyne – veus, guitarra, teclats, mescles, producció.
- Steven Drozd – guitarra, baix, teclats, bateria, veus, mescles, producció.
- Michael Ivins – baix, teclats, veus de suport, mescles, producció.
- Kliph Scurlock – bateria, percussions.

Personal addicional
- Scott Booker – producció.
- Dave Fridmann – composició addicional, producció, mescles, remasterització.
- Greg Kurstin – composició addicional, producció, veus de suport i intruments a "Haven't Got a Clue".